# Rölefeld
Rölefeld ist eine Ortschaft in der Stadt Waldbröl im Oberbergischen Kreis im südlichen Nordrhein-Westfalen (Deutschland) innerhalb des Regierungsbezirks Köln.

## Lage und Beschreibung
Der Ort liegt etwa 6,3 km nördlich vom Stadtzentrum entfernt.

## Geschichte

### Erstnennung
1467 wurde der Ort das erste Mal urkundlich erwähnt und zwar "Felde wird bei einem bergischen Grenzumgang um das Eigen von Eckenhagen genannt."
Schreibweise der Erstnennung: Felde
| Bevölkerungsentwicklung | Bevölkerungsentwicklung |
| Jahr                    | Einwohner               |
| ----------------------- | ----------------------- |
| 1946                    | 56                      |
| 2004                    | 191                     |

## Freizeit

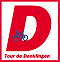
Logo der Fahrradtour Denklingen

### Radwege
Rölefeld liegt auf einer der themengebundenen Fahrradtouren der Gemeinde Reichshof, der Tour de Denklingen. Mit 450 zu überwindenden Höhenmetern ist sie eine der leichteren Routen. Zum Teil sind jedoch Steigungen mit über 10 % zu bewältigen. Die Strecke ist 23 Kilometer lang und verläuft über die Route Heseln – Brüchermühle – Heischeid – Sotterbach – Heienbach – Remperg – Auf der Hardt – Rölefeld – Eiershagen – Denklingen.

## Bus- und Bahnverbindungen

### Linienbus
Haltestelle: Rölefeld
- 311 Waldbröl –  Nümbrecht u.z (teilweise Taxibus)(OVAG-Schulbus)